# Henningshof

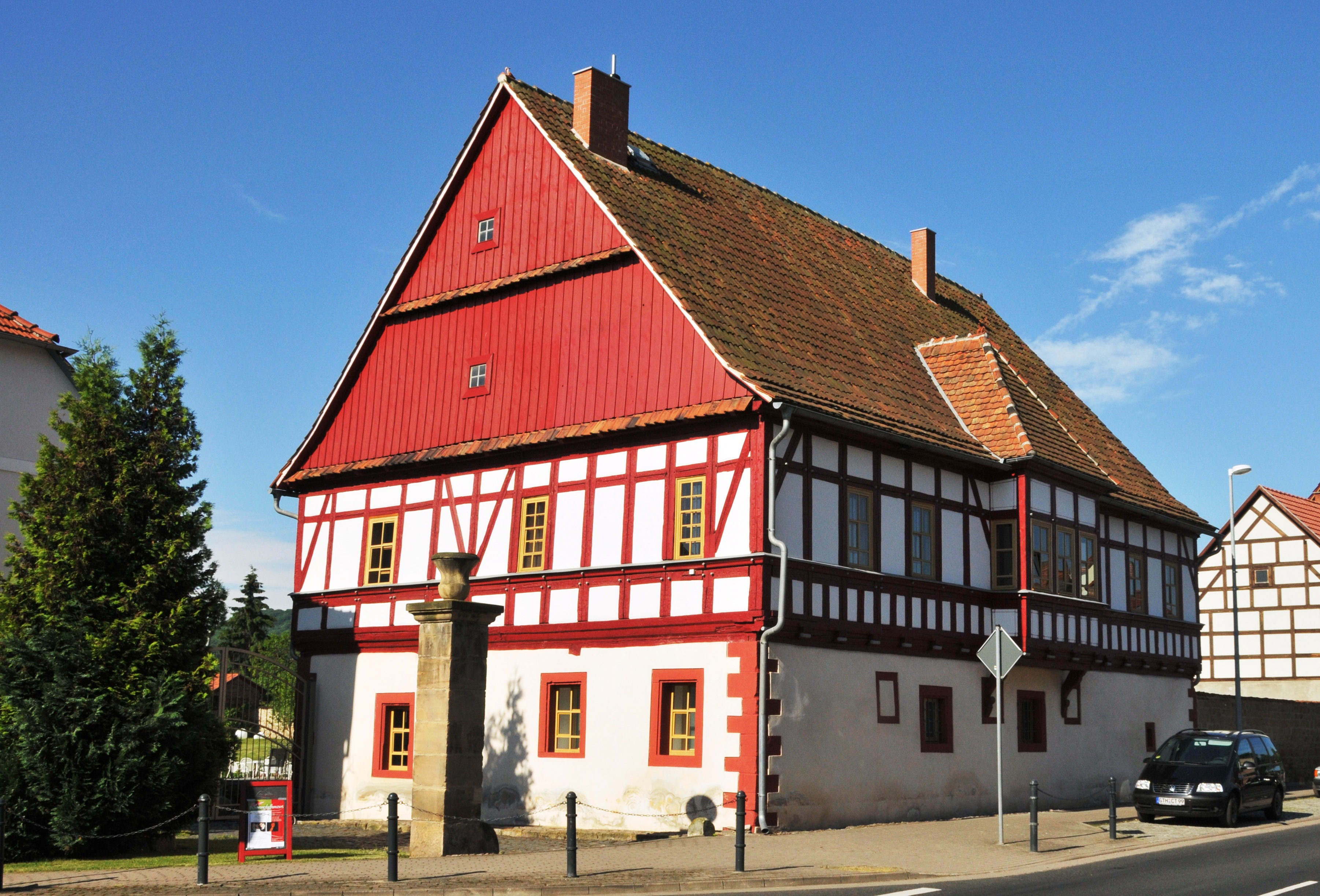
Henningshof (2010)

Der Henningshof ist ein geschütztes Kulturdenkmal in der Ortsmitte von Wandersleben im thüringischen Landkreis Gotha, direkt gegenüber vom Rathaus gelegen, und wird von einem aus dem Mittelalter (1595) erhaltenem Fachwerkgebäude geziert. Der Henningshof umfasst ein Anwesen mit knapp 4.000 m² Grundfläche, ehem. vermutlich ein Vierseithof.
Heute wird der Henningshof als Veranstaltungslocation und Café genutzt.

## Geschichte
Das Anwesen diente früher als eines von ursprünglich sieben Rittergütern bzw. Freihöfen als Ministerialssitz des Grafen von Gleichen. Unter Verwendung älterer Mauerteile wurde 1595 das heutige Gebäude gebaut. Über die Vorgängerbauten des heutigen Hauptgebäudes ist nichts bekannt. 

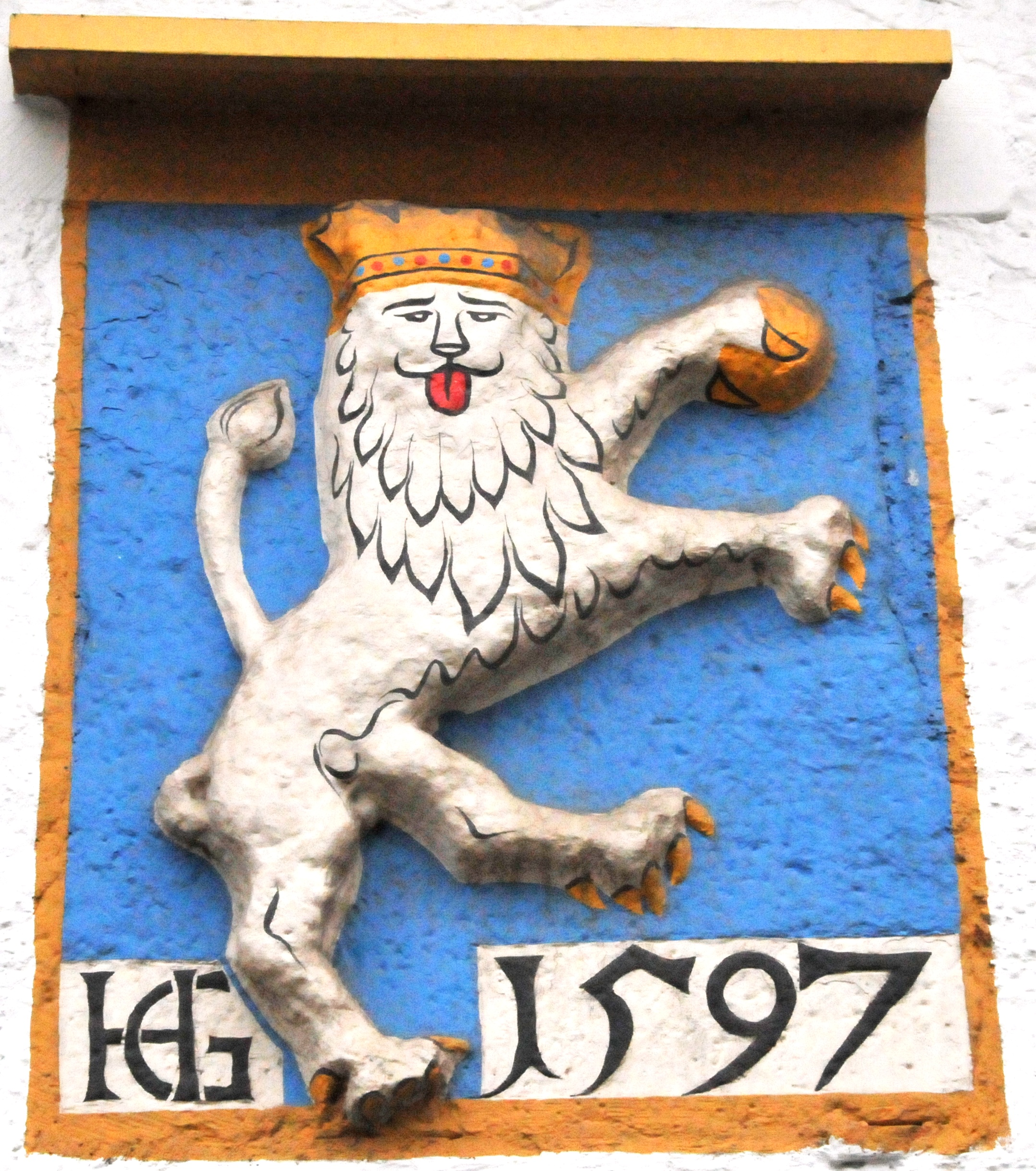
Mauerstein von 1597

Im Zuge der Planung von Wohngebäuden im damaligen Hofbereich des Anwesens und dem damit verbundenen Abriss der Scheune sowie der Stallanlagen in den Jahren 1988 bis 1989 wurde bei Schachtarbeiten im Fundament des Stalles ein Wappenstein mit dem „gelöwten Leoparden“ der Grafen von Gleichen sowie der Jahreszahl 1597 freigelegt, welcher heute am Tor zum Wanderslebener Wohnturm (Menantesstraße 4, 99869 Drei Gleichen) zu finden ist. Das „HG“ im Wappenstein deutet auf den letzten Grafen Hans Ludwig von Gleichen († 1631) hin.
Etwa in der Mitte des Grundstücks wurde ein Hockergrab mit einer Feuersteinklinge sowie Fragmenten einer schnurkeramischen Amphore (ca. 2400 bis 2000 v. Chr.) gefunden. Neben zwei Grubenhäusern aus dem 10./11. Jahrhundert fand man ebenso einen Brunnen aus derselben Zeit, welcher zudem fast vollständig ausgegraben werden konnte.
Gemäß einer Lehensurkunde vom Grafen von Gleichen (vermutl. Philipp Ernst, dem Bruder von Hans Ludwig) aus dem Jahre 1602 gehörte der Henningshof Hans Christoph Schütz. Bis zum Ende des 17. Jahrhunderts blieb der Hof im Besitz der Familie Schütz, bevor er letztendlich in den Besitz der Familie von Henning überging.

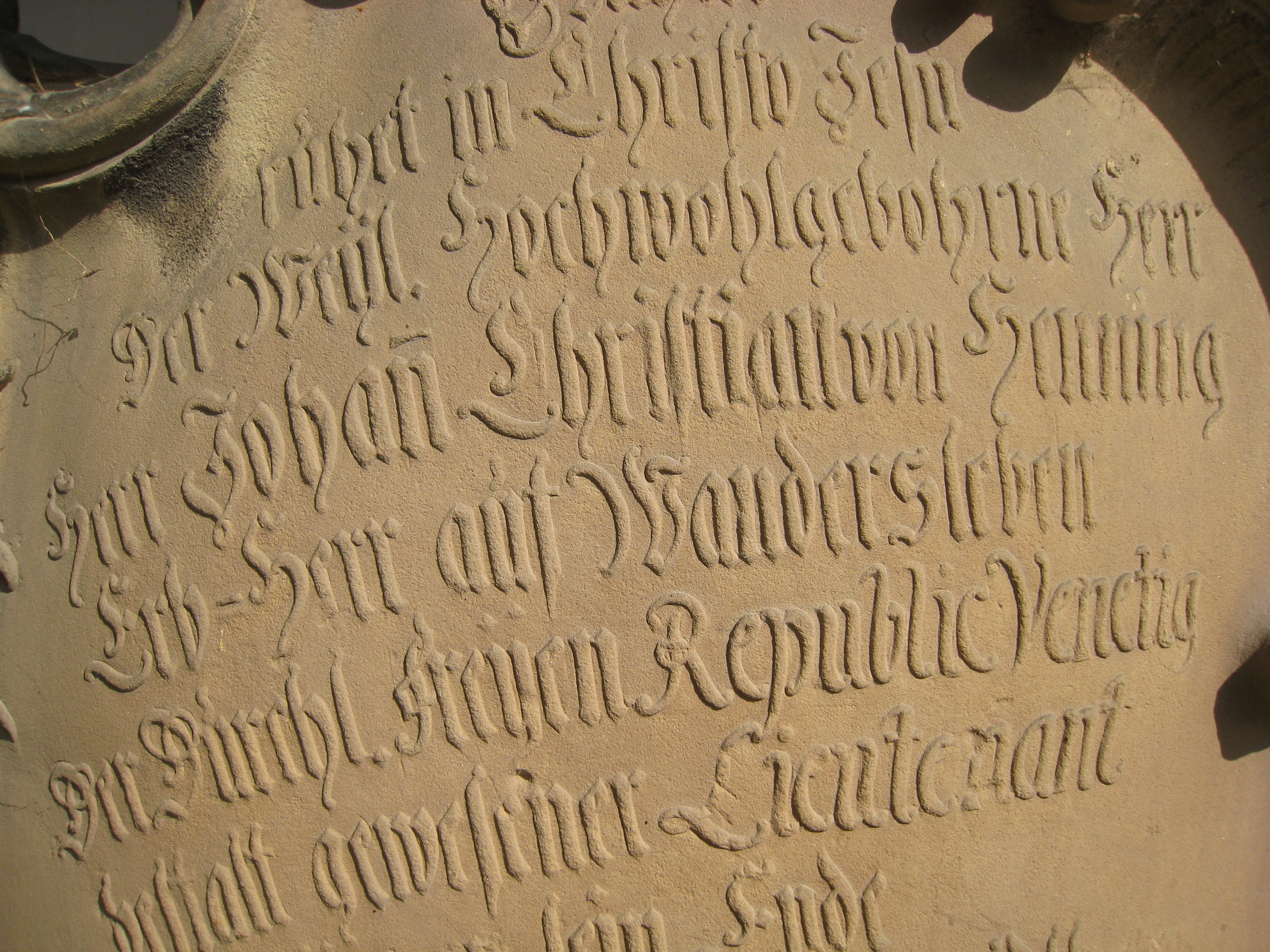
Grabstein des venezianischen Leutnants Johann Christian Henning (1692–1767), Detail

Aus 1755 besteht eine Urkunde über den Verkauf eines vierten Teils des Hofes von Carl Wilhelm G. von Henning an Oberstleutnant Christian Friedrich von Henning. Nach dem Tode von Christian Friedrich von Henning wurde das Lehen auf seine vier Söhne aufgeteilt. Johann Christian von Henning (1692–1767) war einer von diesen vier Söhnen und übernahm den Hof nach seiner Rückkehr als Leutnant der Freien Republik Venedig. Sein Grabstein steht noch heute an der Südseite der Wanderslebener Kirche.
Aus einer Akte über den Verkauf des Gutes von 1835 an das Herzogtum Gotha (Herzog von Sachsen Coburg und Gotha) geht hervor, dass das heute noch erhaltene östliche Wohn- und Wirtschaftsgebäude (an der Mühlberger Straße) in seiner heutigen Bausubstanz von 1827 stammt. Eine Akte vom 6. April 1839 benennt folgende „Besitzer“ aus dem Hause derer von Gleichen, die jedoch wohl nur Anteilseigner waren, nachdem das Anwesen schon vier Jahre vorher an das Herzogtum verkauft worden war:
- Königlicher Hauptmann Friedrich Ernst von Henning aus Wandersleben
- Gustav von Henning, herzoglich sächsischer Kammerherr und Regierungs- und Consistorialrat in Vollmacht für:
  - Leopold Dorotheus von Henning aus Berlin
  - Carl Friedrich Otto von Henning aus Ringleben

Ernst von Henning ließ am Nordhang des Kallenbergs, nur unweit vom Freudenthal bei der Burg Gleichen entfernt, den Henningsgarten anlegen.

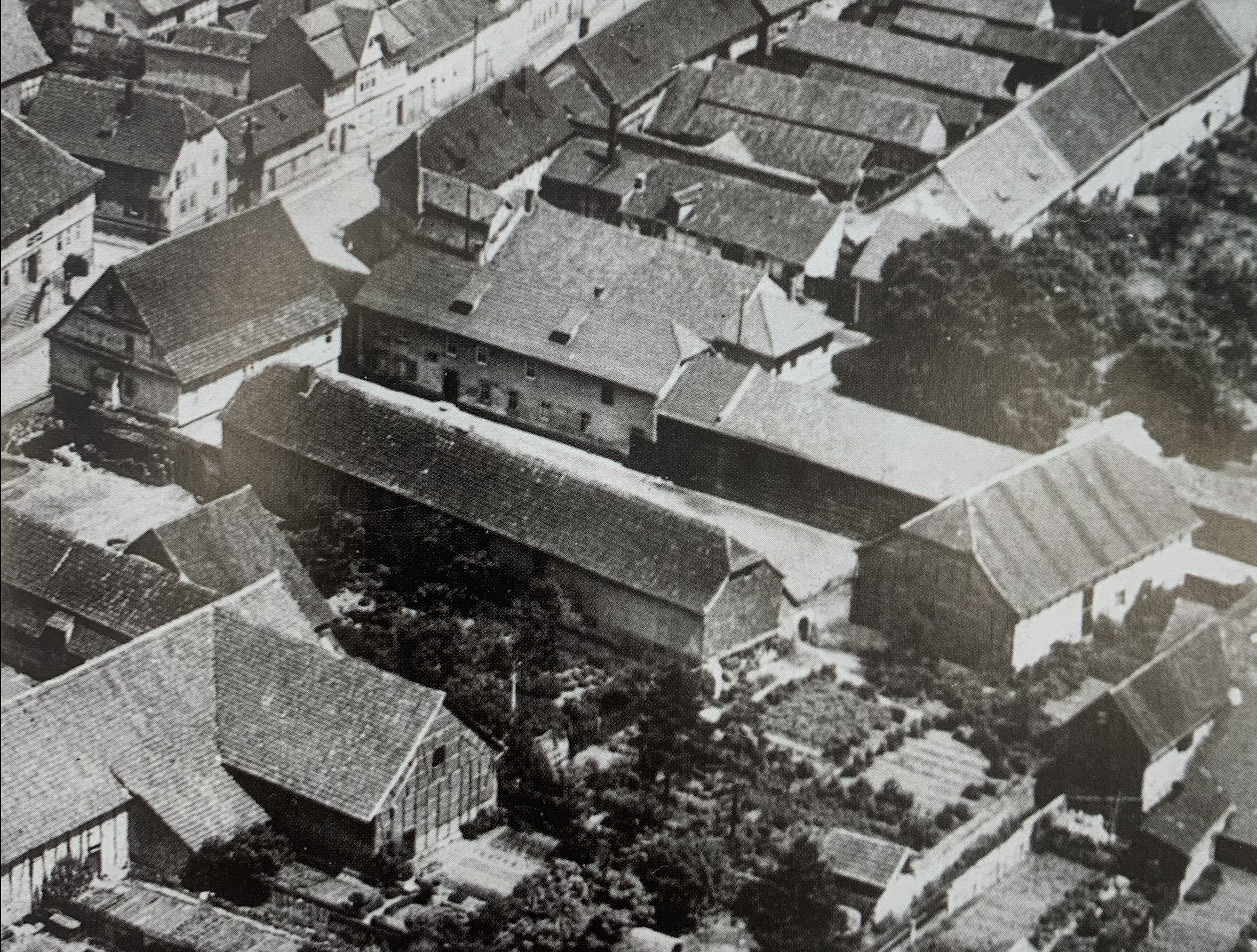
Luftbild vom Henningshof Wandersleben aus den 1930er Jahren

Am 21. Januar 1845 wurde nochmals durch das Staatsministerium beurkundet, dass der Henningshof vollends auf den regierenden Herzog Ernst von Sachsen-Coburg und Gotha übergegangen ist. Eine „Veränderungsnotiz“ vom 10. Dezember 1848 bezeugt jedoch, dass Hauptmann Friedrich Ernst Heinrich Adolph von Henning seine Besitzhälfte an seinen Sohn, den königlich preußischen Leutnant des 32. Infanterieregiments, Otto von Henning, übertrug. Die Besitzverhältnisse waren wohl zu jener Zeit nicht immer eindeutig nachvollziehbar.
Am 7. Mai 1878 verkaufte die Witwe des preußischen Generalmajors Otto von Henning auf Schönhoff (1813–1877), Emilie von Henning, geborene Helmott, das Anwesen an Herzog Ernst. Ein hierzu zugrundeliegendes Testament benennt auch die Kinder Curt, Armegard, Melanie, Lucie und Victor Thilo Hans. Nachkommen derer von Henning leben heute zu einem großen Teil in Holland und Afrika.
Ab 1899 war der Hof im Besitz von August Schmidt.
Von 1945 bis 1994 wurde der Hof von der Gemeinde verwaltet und verfiel zusehends. 1995 wurde das Anwesen schließlich an einen privaten Investor verkauft, der mit öffentlichen Mitteln (Deutsche Stiftung Denkmalschutz) die Bausubstanz erhielt und zumindest teilweise wiederherstellte.
Im Mai 2022 gab es einen erneuten Besitzerwechsel. Der Henningshof befindet sich aber weiterhin in privater Hand. Es wird versucht, das historische Ambiente zu erhalten und das Anwesen vor dem Verfall zu retten.

## Heutige Nutzung
Das Hauptgebäude birgt neben frühbarocken Stuckdecken auch eine Bohlenstube mit Originalbemalung, die zum Teil aufgearbeitet bzw. erhalten werden konnte. Das Gebäude ist zudem seit November 2022 auch wieder für Besucher zugänglich.
Heute wird der Henningshof nach aufwendigen Restaurierungsmaßnahmen als Veranstaltungslocation sowie als Ausstellungsfläche und Café genutzt.